# 叠纸网络
苏州叠纸网络科技有限公司是一家专注于提供女性向互联网文化产品的企业，有报道称其为中国女性移动游戏第一品牌。

## 历史
成立于2013年，公司主要从事移动游戏产品的研发和运营业务。2015年公司对外宣布完成一轮1.5亿元的B轮融资，东方证券旗下东方星晖领投、宋城演艺旗下公司跟投。此后两年公司没有推出新作，直至2017年年末推出手游《恋与制作人》并引发热捧。

## 规模和结构
截至2018年7月，公司现有研发生产场地3500平方米，员工250余名，2017年销售额突破3.5亿元人民币。在公司最新一轮融资后，估值超过10亿元人民币。
据自媒体“娱乐资本论”的探访报道（2018年2月），公司现有员工约220人。市场部门只有四个人，其中两个人还是应届生，宣传主要靠自传播。《恋与制作人》项目组也只有三十几人。另据了解，叠纸游戏公司200多名员工中有约150人为女性，占比接近七成。

## 旗下游戏
- “暖暖”系列
  - 暖暖的换装物语，自主运营
  - 暖暖环游世界，2013年7月上线[6]
  - 奇迹暖暖，2015年3月11日开始限量删档封测，2015年5月20日正式上线[7]，中国大陆为腾讯代理发行并聯合《狐妖小红娘》。
  - 闪耀暖暖[8] 2019年4月10日港澳台服公测
  - 無限暖暖，2024年12月5日上線[9]
- “恋与”系列
  - 恋与制作人，自主发行[4]
  - 戀與深空，2024年1月18日上線[10]